# حكومة دراجي
حكومة دراجي هي مجلس الوزراء رقم 67 للجمهورية الإيطالية وهي الأولى بقيادة ماريو دراجي. وُصفت الحكومة بأنها حكومة وحدة وطنية. وبدأت مهامها في فبراير 2021.
هذه الحكومة المؤلفة من سياسيين وتكنوقراط مستقلين، مدعومة من قبل حركة النجوم الخمسة المناهضة للمؤسسة (M5S)، ورابطة الشمال اليمينية (Lega)، ويمين الوسط فورزا إيطاليا (FI)، والحزب الديمقراطي يسار الوسط (PD)، والحزب الوسطي إيطاليا حية (IV)، جنبًا إلى جنب مع المجموعة البرلمانية اليسارية «حرية ومساواة» (LeU).

## الأحزاب الداعمة
| حزب                          | موقع          | الأيديولوجية الرئيسية  | زعيم                 |
| ---------------------------- | ------------- | ---------------------- | -------------------- |
| حركة الخمس نجوم (M5S)        | خيمة كبيرة    | الشعبوية               | فيتو كريمي (التمثيل) |
| رابطة الشمال (ليغا)          | الجناح الأيمن | الشعبوية اليمينية      | ماتيو سالفيني        |
| فورزا إيطاليا (إيطاليا) (FI) | يمين الوسط    | المحافظة الليبرالية    | سيلفيو برلسكوني      |
| الحزب الديمقراطي (PD)        | يسار الوسط    | الديمقراطية الاجتماعية | نيكولا زينغاريتي     |
| إيطاليا حية (IV)             | مركز          | الليبرالية             | ماتيو رينزي          |
| حرة ومتساوية (ليو)           | اليسار        | الاشتراكية الديمقراطية | عدة قادة             |

1. ↑  تحالف سياسي بين Article One  [لغات أخرى]‏ (بقيادة روبرتو سبيرانزا) وItalian Left (بقيادة Nicola Fratoianni).

## التاريخ

### خلفية

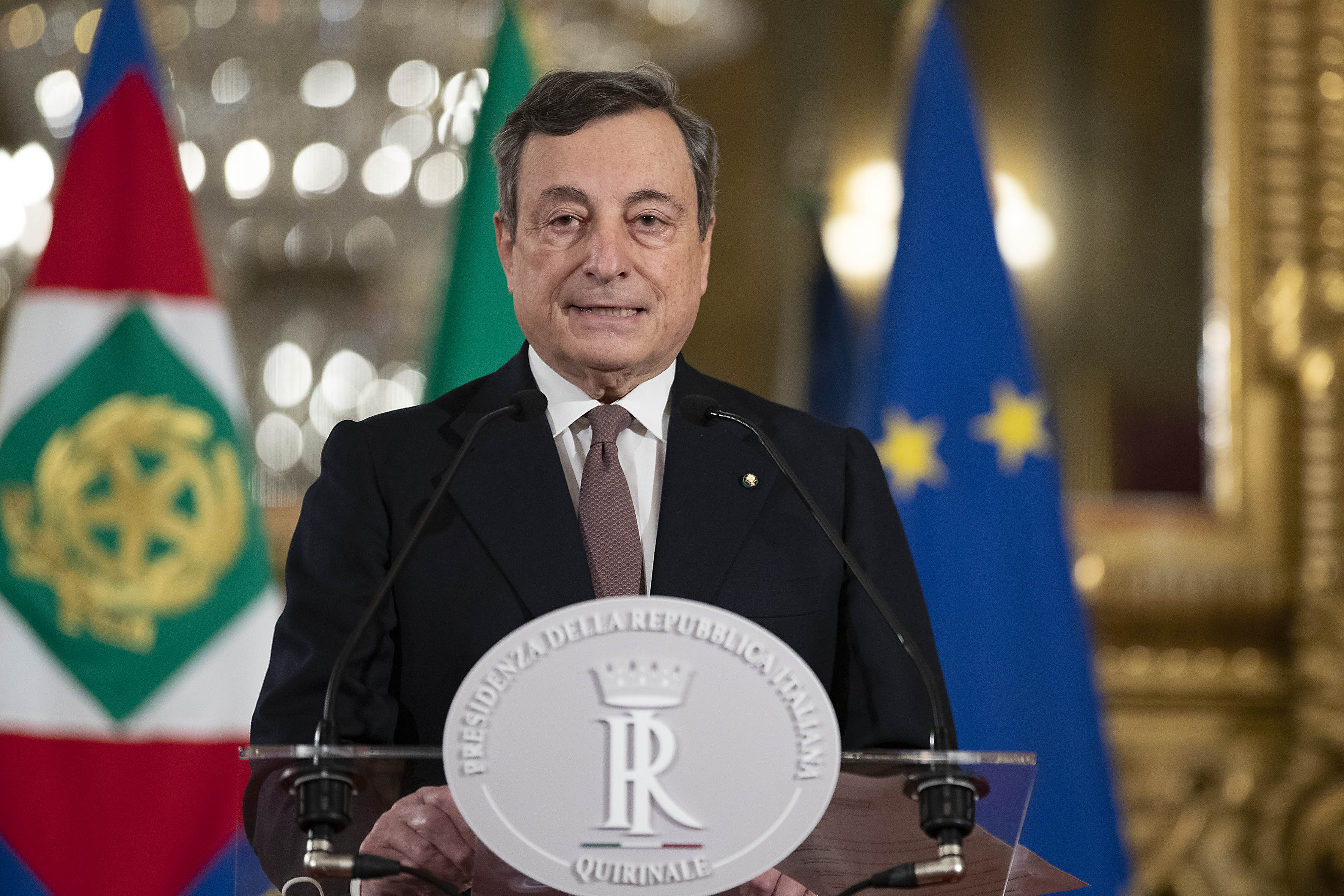
ماريو دراجي يعلن وزرائه في قصر كويرينال

سحب حزب إيطاليا حية (IV) دعمه لحكومة كونتي الثانية في 13 يناير 2021، مما تسبب في أزمة حكومية. فازت الحكومة لاحقًا بمقترحات الثقة في مجلسي البرلمان مع امتناع الحزب عن منحها الثقة، لكنها حصلت على أغلبية بسيطة في مجلس الشيوخ، ولم تحصل على الأغلبية الإجمالية. وبالتالي قدم رئيس الوزراء جوزيبي كونتي استقالته إلى الرئيس سيرجيو ماتاريلا، الذي بدأ جولة من المناقشات مع مختلف الأطراف لتشكيل حكومة جديدة.

### تشكيل الحكومة
التقى ماتاريلا مع وفود من مختلف الأحزاب في 28 و29 يناير، واستطلع موقفهم من تشكيل حكومة أخرى. أعرب كل من حركة الخمس نجوم (M5S)، والحزب الديمقراطي (PD)، والحرية والمساواة (LeU)، وحزب من أجل الاستقلال الذاتي، والأوروبيون، وبعض أعضاء المجموعة المختلطة عن دعمهم لإعادة تعيين كونتي رئيسًا للوزراء. في هذه الأثناء، كان حزب إيطاليا حية موافقًا على تشكيل حكومة من M5S-PD-IV-LeU طالما أن كونتي ليس على رأسها. فضلت أحزاب تحالف يمين الوسط، الرابطة (Lega)، وإخوان إيطاليا (FdI)، وفورزا إيطاليا (FI) إجراء انتخابات مبكرة، لكنها أعلنت أنها مستعدة للانضمام إلى حكومة وحدة وطنية في ظل الظروف المناسبة.
ثم كلف ماتاريلا رئيس مجلس النواب روبرتو فيكو باستكشاف إمكانية تجديد حكومة M5S-PD-IV-LeU. بعد بضعة أيام من المناقشات، توقف حزب إيطاليا حية، مشيرًا إلى الخلافات المتعلقة ببرنامج الحكومة وتعيينات مجلس الوزراء. وهكذا لم يوفق روبرتو فيكو في 2 فبراير.
كان من المتوقع ألا تحصل أي حكومة يقودها كونتي أو حكومة تضم M5S-PD-IV-LeU على الأغلبية، وفي 3 فبراير، دعا ماتاريلا الرئيس السابق للبنك المركزي الأوروبي ماريو دراجي إلى قصر كويرينال لتكليفه بتشكيل حكومة تكنوقراطية. وافق دراجي رسميًا على المهمة وبدأ مشاوراته مع رؤساء البرلمان. أيده جوزيبي كونتي في اليوم التالي، وبدأت مفاوضات أخرى.
في 10 فبراير، أعلن زعيم الرابطة ماتيو سالفيني وزعيم فورزا إيطاليا سيلفيو برلسكوني دعمهما لحكومة دراجي. وعلى العكس من ذلك، أكدت جيورجيا ميلوني، زعيمة FdI، معارضة حزبها.
صوتت الهيئة التنفيذية للحزب الديمقراطي بالإجماع في 11 فبراير للانضمام إلى الحكومة الجديدة. وفي نفس اليوم، أجرت حركة الخمس نجوم استفتاء على الإنترنت حول «دعم حكومة تكنوقراط-سياسية... مع القوى السياسية الأخرى التي أشار إليها رئيس الوزراء المعين ماريو دراجي»، والذي وافق عليه 59.3٪.
في 12 فبراير 2021، التقى دراجي بالرئيس ماتاريلا في قصر كويرينال، وسلم قائمة وزراء الحكومة الجديدة. وتتألف من مجموعة من الخبراء المستقلين بالإضافة إلى أعضاء M5S وPD وLega وFI وIV وLeU. وأقيم حفل أداء اليمين في 13 فبراير 2021 الساعة 11:00 صباحًا بالتوقيت العالمي المنسق.

## التقسيم حسب الأحزاب

### بداية المدة

#### الوزراء
| - المستقلون        | 9 |
| - حركة خمس نجوم    | 4 |
| - الحزب الديمقراطي | 3 |
| - فورزا إيطاليا    | 3 |
| - رابطة الشمال     | 3 |
| - حرة ومتساوية     | 1 |
| - ايطاليا حية      | 1 |

#### الوزراء والأعضاء الآخرين
- حركة الخمس نجوم (M5S): 4 وزراء
- الحزب الديمقراطي (PD): 3 وزراء
- فورزا إيطاليا (FI): 3 وزراء
- رابطة الشمال (ليغا): 3 وزراء
- أحرار ومتساوون (LeU): وزير واحد
  - من Article One (Art.1 ): وزير واحد
- إيطاليا حية (IV): وزير واحد
- المستقلون : رئيس الوزراء، 8 وزراء

## التقسيم الجغرافي

### بداية المدة
- شمال إيطاليا : 18 وزيرا
  - إميليا رومانيا : وزيران
  - فريولي فينيتسيا جوليا : وزير واحد
  - لومبارديا : 9 وزراء
  - ليغوريا : وزير واحد
  - بييمونتي : وزير واحد
  - فينيتو : 4 وزراء
- وسط إيطاليا : وزيرين (بما في ذلك دراجي)
  - لاتسيو : وزيران (بما في ذلك دراجي)
- جنوب وجزر إيطاليا : 4 وزراء
  - بازيليكاتا : وزيران
  - كامبانيا : وزيران

## مجلس الوزراء
يتألف مجلس الوزراء من الأعضاء التالية أسماؤهم:
| المنصب                            | الاسم                          | الحزب                   | الفترة        |  |
| --------------------------------- | ------------------------------ | ----------------------- | ------------- |  |
|                                   |                                |                         |               |  |
| رئيس الوزراء                      | ماريو دراجي                    | مستقل                   | 2021–حتى الآن |  |
|                                   |                                |                         |               |  |
| وزير خارجية                       | لويجي دي مايو                  | حركة الخمس نجوم         | 2021–حتى الآن |  |
| وزير الداخلية                     | لوسيانا لامورجيز               | مستقل                   | 2021–حتى الآن |  |
| وزير العدل                        | مارتا كارتابيا                 | مستقل                   | 2021–حتى الآن |  |
| وزير الدفاع                       | لورينزو جويريني                | الحزب الديمقراطي        | 2021–حتى الآن |  |
| وزير الاقتصاد والمالية            | Daniele Franco                 | مستقل                   | 2021–حتى الآن |  |
| وزير التنمية الاقتصادية           | Giancarlo Giorgetti            | رابطة الشمال            | 2021–حتى الآن |  |
| وزير الزراعة                      | Stefano Patuanelli             | حركة الخمس نجوم         | 2021–حتى الآن |  |
| وزير البيئة                       | Roberto Cingolani              | مستقل                   | 2021–حتى الآن |  |
| وزير النقل والبنية التحتية        | Enrico Giovannini              | مستقل                   | 2021–حتى الآن |  |
| وزير العمال والشؤون الاجتماعية    | أندريا أورلاندو                | الحزب الديمقراطي        | 2021–حتى الآن |  |
| وزير التعليم                      | Patrizio Bianchi               | مستقل                   | 2021–حتى الآن |  |
| وزير التعليم العالي والبحث العلمي | ماريا كريستينا ميسا ‏           | مستقل                   | 2021–حتى الآن |  |
| وزير الثقافة                      | Dario Franceschini             | الحزب الديمقراطي        | 2021–حتى الآن |  |
| وزير الصحة                        | روبرتو سبيرانزا                | أحرار ومتساوون ‏ (Art.1) | 2021–حتى الآن |  |
|                                   |                                |                         |               |  |
| وزير شؤون البرلمان                | Federico D'Incà                | حركة الخمس نجوم         | 2021–حتى الآن |  |
| وزير الإدارة العامة               | Renato Brunetta                | فورزا إيطاليا           | 2021–حتى الآن |  |
| وزير الشؤون الإقليمية             | Mariastella Gelmini            | فورزا إيطاليا           | 2021–حتى الآن |  |
| وزير الجنوب                       | مارا كارفانيا                  | فورزا إيطاليا           | 2021–حتى الآن |  |
| وزير الأسرة                       | إيلينا بونيتي                  | إيطاليا حية             | 2021–حتى الآن |  |
| وزير الرياضة                      | فابيانا دادون                  | حركة الخمس نجوم         | 2021–حتى الآن |  |
| وزير الابتكار التكنولوجي          | Vittorio Colao                 | مستقل                   | 2021–حتى الآن |  |
| وزير السياحة                      | ماسيمو جارافاجليا [الإنجليزية] | رابطة الشمال            | 2021–حتى الآن |  |
| وزير ذوي الاحتياجات الخاصة        | إريكا ستيفاني                  | رابطة الشمال            | 2021–حتى الآن |  |
|                                   |                                |                         |               |  |
| أمين مجلس الوزراء                 | Roberto Garofoli               | مستقل                   | 2021–حتى الآن |  |

## تكوين الحكومة
| صورة | منصب                                    | اسم                            | فترة                      | حزب                            | وكلاء الوزراء           |  |
| ---- | --------------------------------------- | ------------------------------ | ------------------------- | ------------------------------ | ----------------------- |  |
|      | رئيس الوزراء                            | ماريو دراجي                    | 13 فبراير 2021 – حتى الآن | مستقل                          | Roberto Garofoli (Ind.) |  |
|      |                                         |                                |                           |                                |                         |  |
|      | وزير خارجية                             | لويجي دي مايو                  | 13 فبراير 2021 – حتى الآن | حركة الخمس نجوم                |                         |  |
|      | وزير الداخلية                           | لوسيانا لامورجيز               | 13 فبراير 2021 – حتى الآن | مستقل                          |                         |  |
|      | وزير العدل                              | مارتا كارتابيا                 | 13 فبراير 2021 – حتى الآن | مستقل                          |                         |  |
|      | وزير الدفاع                             | لورينزو جويريني                | 13 فبراير 2021 – حتى الآن | الحزب الديمقراطي               |                         |  |
|      | وزير الاقتصاد والمالية                  | Daniele Franco                 | 13 فبراير 2021 – حتى الآن | مستقل                          |                         |  |
|      | وزير التنمية الاقتصادية                 | Giancarlo Giorgetti            | 13 فبراير 2021 – حتى الآن | رابطة الشمال                   |                         |  |
|      | وزير الزراعة                            | Stefano Patuanelli             | 13 فبراير 2021 – حتى الآن | حركة الخمس نجوم                |                         |  |
|      | وزير البيئة                             | Roberto Cingolani              | 13 فبراير 2021 – حتى الآن | مستقل                          |                         |  |
|      | وزير النقل والبنية التحتية              | Enrico Giovannini              | 13 فبراير 2021 – حتى الآن | مستقل                          |                         |  |
|      | وزير العمال والشؤون الاجتماعية          | أندريا أورلاندو                | 13 فبراير 2021 – حتى الآن | الحزب الديمقراطي               |                         |  |
|      | وزير التعليم                            | Patrizio Bianchi               | 13 فبراير 2021 – حتى الآن | مستقل                          |                         |  |
|      | وزير التعليم العالي والبحث العلمي       | ماريا كريستينا ميسا ‏           | 13 فبراير 2021 – حتى الآن | مستقل                          |                         |  |
|      | وزير الثقافة                            | Dario Franceschini             | 13 فبراير 2021 – حتى الآن | الحزب الديمقراطي               |                         |  |
|      | وزير الصحة                              | روبرتو سبيرانزا                | 13 فبراير 2021 – حتى الآن | أحرار ومتساوون ‏ (Article One ‏) |                         |  |
|      |                                         |                                |                           |                                |                         |  |
|      | وزير شؤون البرلمان (بدون حقيبة)         | Federico D'Incà                | 13 فبراير 2021 – حتى الآن | حركة الخمس نجوم                |                         |  |
|      | وزير الإدارة العامة (بدون حقيبة)        | Renato Brunetta                | 13 فبراير 2021 – حتى الآن | فورزا إيطاليا                  |                         |  |
|      | وزير الشؤون الإقليمية (بدون حقيبة)      | Mariastella Gelmini            | 13 فبراير 2021 – حتى الآن | فورزا إيطاليا                  |                         |  |
|      | وزير الجنوب (بدون حقيبة)                | مارا كارفانيا                  | 13 فبراير 2021 – حتى الآن | فورزا إيطاليا                  |                         |  |
|      | وزير الأسرة (بدون حقيبة)                | إيلينا بونيتي                  | 13 فبراير 2021 – حتى الآن | إيطاليا حية                    |                         |  |
|      | وزير الرياضة (بدون حقيبة)               | فابيانا دادون                  | 13 فبراير 2021 – حتى الآن | حركة الخمس نجوم                |                         |  |
|      | وزير الابتكار التكنولوجي (بدون حقيبة)   | Vittorio Colao                 | 13 فبراير 2021 – حتى الآن | مستقل                          |                         |  |
|      | وزير السياحة (بدون حقيبة)               | ماسيمو جارافاجليا [الإنجليزية] | 13 فبراير 2021 – حتى الآن | رابطة الشمال                   |                         |  |
|      | وزير ذوي الاحتياجات الخاصة (بدون حقيبة) | إريكا ستيفاني                  | 13 فبراير 2021 – حتى الآن | رابطة الشمال                   |                         |  |
|      |                                         |                                |                           |                                |                         |  |
|      | أمين مجلس الوزراء                       | Roberto Garofoli               | 13 فبراير 2021 – حتى الآن | مستقل                          | —                       |  |